# Kabbaldurga
Kabbaldurga és una muntanya de Karnataka, antigament fortificada, al districte de Mysore, a d'una altura de 1.087 msnm. El cim només era accessible per un costat. Els segles xviii i xix fou una presó per presoners d'estat de Mysore. L'aigua dolenta i el clima acabaven aviat amb la vida dels presoners. Entre les víctimes destacades Chania Raja i la seva dona (enviats allí per Dalavayi Devaraj el 1734) i Morari Rao, el senyor maratha de Gooty, que hi fou enviat per Haidar Ali; sota aquest darrer la fortalesa s'anomenà Jafaradab. El 1864 els canons foren destruïts i la guàrdia evacuada.